# Lola Monroe
Fershgenet Melaku (Washington DC, 25 de outubro de 1986), mais conhecida por Lola Monroe é uma rapper, modelo e atriz estadunidense de descendência etíope que pode ser vista frequentemente em capas de revistas.
Ela apareceu na BET's fashion show Rip The Runway e venceu tendo seu video escolhido como Vixen of the Year award. Em abril de 2007, ela apareceu na capa da revista "Black Men" e foi escolhida como a nova "IT GIRL" de 2007.
Lola nasceu em Washington DC. Ela participou de vários vídeos como “Hands Up” & “Cake” de Lloyd Banks, "I Know You Want Me" de Young Buck, “I Luv It” & "Bury Me A G" de Young Jeezy, “In The Ghetto” de Busta Rhymes, “Wonder Woman” de Trey Songz, “Give It Up” de Twista, “I Get Money” de 50 Cent, e “Good Life” de Kanye West.
Foi nomeada na categoria "Best Female Hip Hop Artist" nos prémios BET Awards em 2011.